# 게오르크 프리드리히 폰 브란덴부르크안스바흐 변경백
게오르크 프리드리히 폰 브란덴부르크안스바흐(독일어: Georg Friedrich von Brandenburg-Ansbach, 1539년 4월 5일 ~ 1603년 4월 25일) 또는 게오르크 프리드리히 장로공(독일어: Georg Friedrich der Älteste 게오르크 프리드리히 데어 엘테스테[*])은 호엔촐레른 왕가 출신 독일, 폴란드의 군주로, 브란덴부르크안스바흐의 후작이자, 폴란드의 오폴레, 라치부시 공작이다. 1553년부터는 브란덴부르크쿨름바흐와 바이로이트의 후작이었다. 1577년부터는 우울증이 심해져 정신질환을 앓게 된 사촌 동생 알브레히트 프리드리히를 대신하여 프로이센 공국의 공동 섭정의 한 사람이 되었다.
종교 개혁의 지지와 프로테스탄트에 대한 호의적 정책을 유지하는 한편, 아버지 게오르크에게서 물려받은 각처에 분산된 영지들을 효율적으로 통치하기 위해 그는 주지사를 파견하는 한편, 영주의 권한을 강화하고 행정, 관리기능의 쇄신을 단행하였다. 호엔촐레른 왕가의 분가인 프랑켄, 안스바흐 분가의 마지막 당주이다. 라틴식 이름인 게오르기우스 프레데리쿠스(Georgius Fridericus)라는 이름도 사용했었다.

## 생애

### 초기 활동

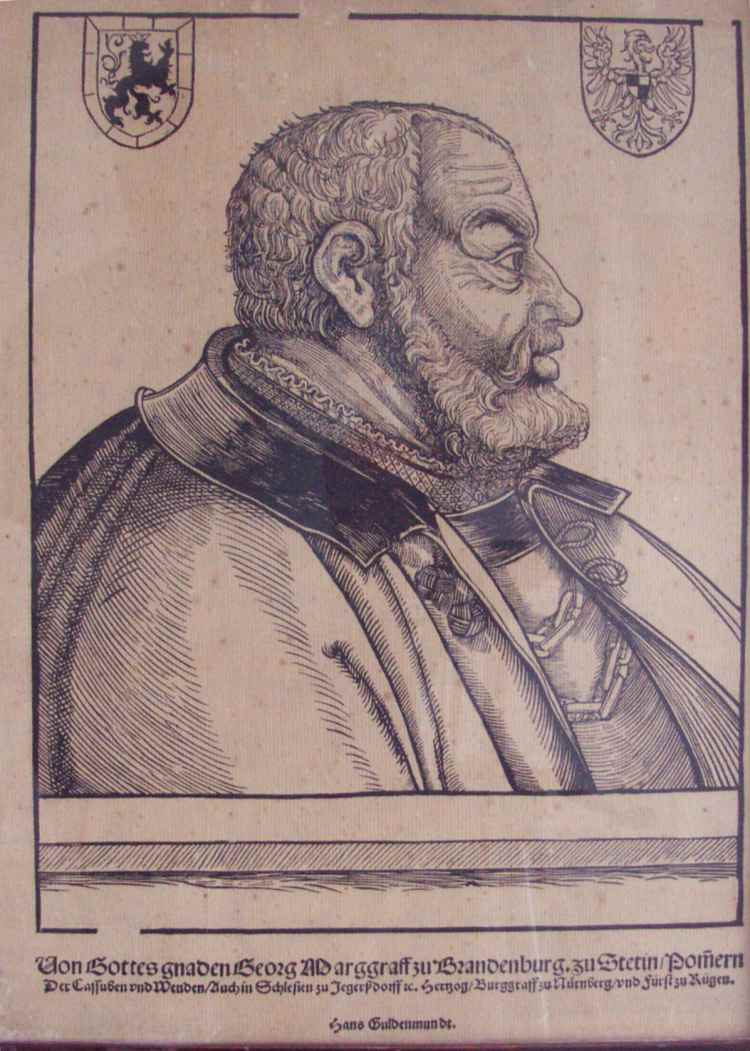
아버지 게오르크 폰 브란덴부르크안스바흐

브란덴부르크안스바흐의 후작이자 브란덴부르크쿨름바흐의 후작이었던 게오르크 폰 브란덴부르크안스바흐와 그의 아내인 작센의 경건공 하인리히의 딸 작센의 에밀리아의 아들이다. 브란덴부르크안스바흐 분가의 창시자인 브란덴부르크안스바흐의 후작 프리드리히 2세 폰 브란덴부르크안스바흐쿨름바흐의 손자였다. 그의 아버지 게오르크 폰 브란덴부르크안스바흐는 세번 결혼하고 세번째 부인인 작센의 에밀리아에게서 그를 얻었다. 1543년 그는 아버지가 사망하여 브란덴부르크안스바흐 후작직과 폴란드의 오폴레 공작령, 라치부시 공작령, 크르노프 공작령과 해당 영지의 공작 작위를 물려받았다. 또한 아버지 게오르크가 새로 획득한 예겐스도르프 및 하부 슐레지엔의 영지도 물려받았다. 아버지 게오르크 폰 브란덴부르크안스바흐가 사망하자 그의 교육은 어머니 작센의 에밀리아가 맡았고, 게오르크 프리드리히의 영지는 1553년 무렵까지 그의 사촌인 알브레히트 2세 알키비아데스가 대리인 자격으로 관리하였다. 다른 삼촌인 알브레히트 폰 프로이센 역시 그의 섭정 겸 후견인으로 그의 통치를 지지하였다.
숙부 알브레히트 폰 프로이센은 이전에 형 카지미르 폰 브란덴부르크쿨름바흐의 전사 후, 자신의 조카이자 게오르크의 사촌 형 알브레히트 2세 알키비아데스에게 신앙의 자유와 종교 개혁에 대해 영향을 주었듯, 그에게도 종교개혁과 프로테스탄트에 대한 영향력을 행사하였다.

### 정치 활동

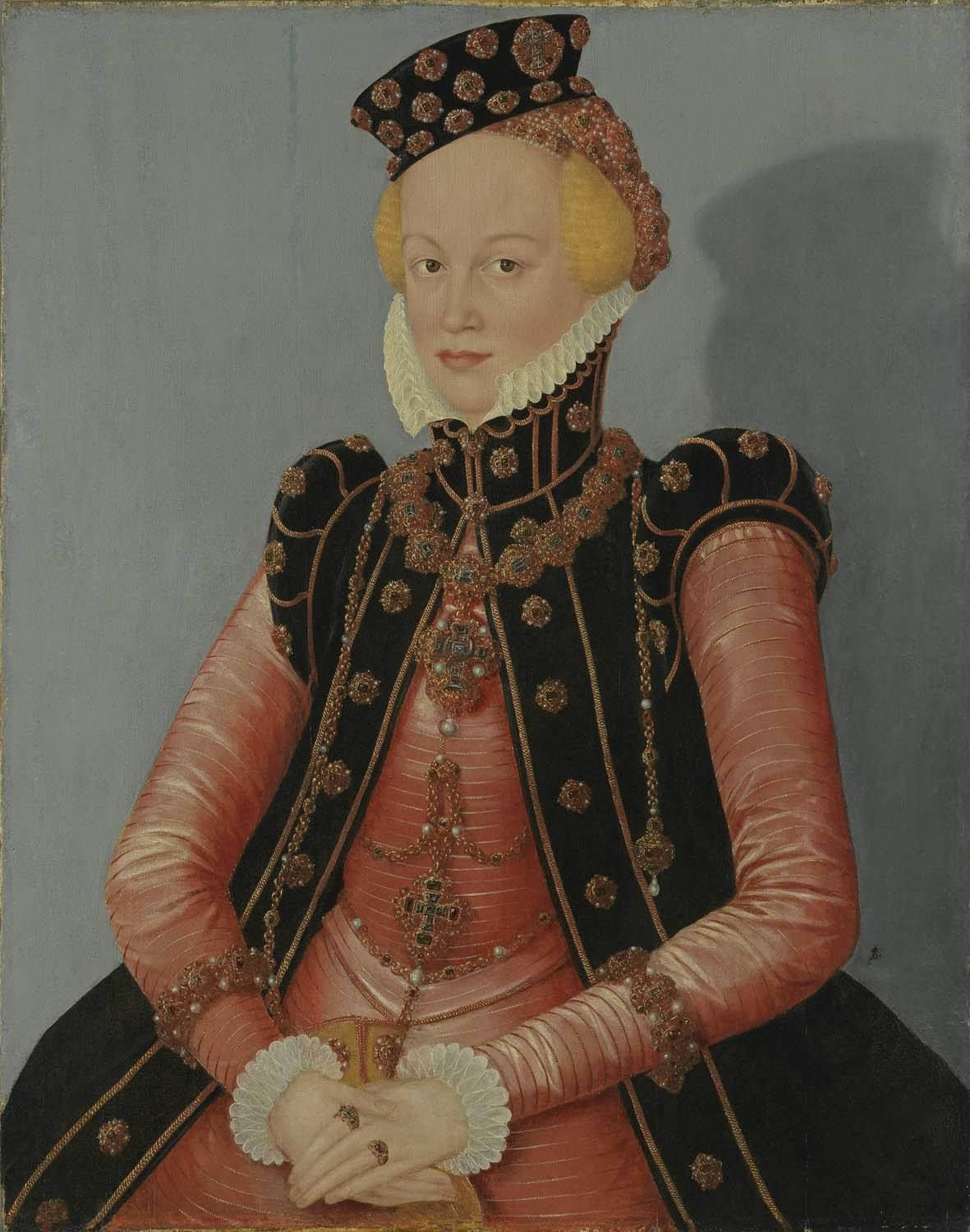
7촌 조카딸이자 첫 부인인 브란덴부르크퀴스트린의 엘리자베스 (1579년 사후 그려진 작품이다.)

게오르크 프리드리히는 집권 기간 중 중앙 집권제를 채택하였고, 국교는 프로테스탄트 루터교를 채택하되 신앙의 자유를 보장하였다. 1548년 광산에 대한 법령을 스스로 반포하였다. 1553년 게오르크 프리드리히는 사촌 형 알브레히트 2세 알키비아데스가 황제 카를 5세의 동생이자 실권자였던 페르디난트와의 권력다툼에서 패하고 프랑스로 망명했다가 사망하자, 그는 알브레히트 2세 알키비아데스의 영지인 브란덴부르크쿨름바흐와 바이로이트를 상속받았다. 이로서 그는 예겐스토르프 및 비톰, 오베르스부르크까지 여러 영토를 통할하게 되었다. 1568년 프로이센 공국의 공작인 삼촌 알브레히트 폰 프로이센의 내외가 역병에 걸려 사망하자 게오르크 프리드리히는 어린 친사촌동생 알브레히트 프리드리히의 후견인이 되었다. 1577년부터는 크라쿠프의 조약에 따라, 프로이센 공국의 공작이자 우울증과 정신질환에 걸렸던 사촌동생 알브레히트 프리드리히의 후견인 자격으로 프로이센의 섭정을 맡아보았다. 그가 죽은 뒤에는 알브레히트 프리드리히 및 게오르크 프리드리히의 종손자뻘이자 알베르트 프리드리히의 사위였던 요한 지기스문트가 1618년까지 프로이센 공국의 섭정직을 수행하게 된다.
그는 폴란드에 있던 자신의 영지에는 주지사를 파견하여 대신 위임 통치를 하게 했다. 게오르크 프리드리히는 관료를 채용할 때는 독일어 구사 능력과 폴란드어 구사 능력을 철저하게 시험, 검증하고 채용하였다. 한편 그가 바이로이트와 콜름바흐를 계승한 직후, 신성 로마 제국 황제 페르디난트 1세는 그가 바이로이트 지역을 상속받기 전부터 그 지역에서의 광산 채굴업으로 이익을 챙겼다고 문제삼기도 했다. 1549년 그가 나이가 어리다는 점을 들어 보헤미아의 왕을 겸하던 신성 로마 제국 황제 페르디난트 1세가 오폴레 공작령을 차지했다. 그리고 1551년부터 자신의 대리인으로 헝가리 왕인 존 지그문트 자폴리아와 그의 모후 이사벨라 자폴리아를 선정하여 대신 통치하게 했다. 1556년에 이르러 게오르크는 오폴레 공작령을 되찾을 수 있었다. 오폴레 지역은 이후에도 합스부르크 왕가와 오폴레의 영유권을 두고 갈등을 빚었다.

### 근친 결혼과 상속권 문제

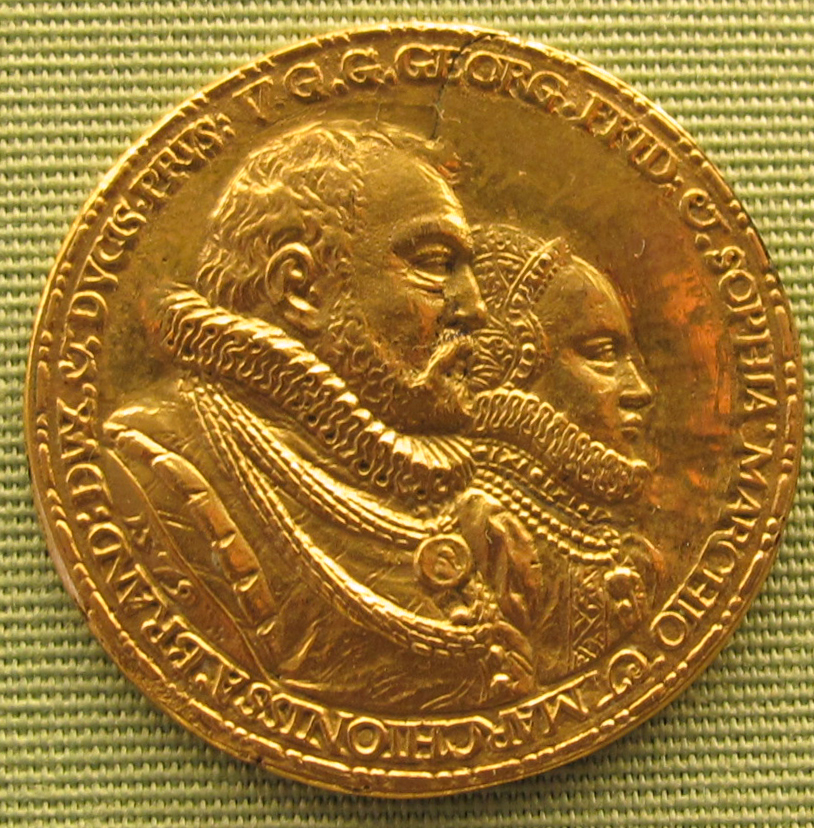
게오르크 프리드리히와 두번째 부인 브론스위크-뤼네부르크의 소피아가 새겨진 브란덴부르크 안스바흐, 쿨름바흐 지역의 메달

1558년 게오르크 프리드리히는 브란덴부르크퀴스트린의 엘리자베스와 결혼하였다. 엘리자베스 역시 호엔촐레른 왕조 사람으로, 요한 폰 브란덴부르크퀴스트린의 장녀였다. 게오르크 프리드리히는 알브레히트 3세 아킬레스의 아들 프리드리히 2세의 손자였고, 브란덴부르크퀴스트린의 엘리자베스는 알브레히트 3세 아킬레스의 다른 아들 요한 키케로의 증손녀이자 요한 폰 브란덴부르크퀴스트린의 딸이다. 6촌 형이자 장인인 요한 폰 브란덴부르크퀴스트린의 딸이며, 7촌 조카딸이자 처제인 브란덴부르크퀴스트린의 카트린는 사촌오빠인 요한 게오르크의 아들 요아힘 3세 프리드리히와 결혼한다. 요아힘 3세 프리드리히는 그에게 손자뻘이 된다.
손자뻘이자 손아래 동서인 요아힘 3세 프리드리히의 아버지인 요한 게오르크는 그에게 7촌 조카가 된다. 하지만 요한 게오르크의 두번째 부인은 게오르크 프리드리히의 친누나이자 게오르크 경건공의 딸인 브란덴부르크안스바흐의 사비나(1529년 5월 12일 - 1575년 11월 2일)의 딸이다. 그의 누나의 소생은 아닌, 7촌 조카인 요한 게오르크의 셋째 부인인 안할트-체르프스의 안나의 아들들이었지만, 요한 게오르크는 게오르크 프리드리히의 7촌 조카이자 매형이었다. 끝내 아들을 보지 못한 게오르크 프리드리히가 자신의 7촌 조카이자 매형인 요한 게오르크와 게라의 가문 조약을 체결한 것은 호엔촐레른 가문의 영지를 지키기 위해서였다.
그러나 둘 사이에는 자녀가 없었고, 1578년 브란덴부르크퀴스트린의 엘리자베스는 동프로이센을 방문하던 도중 사망했다.
1578년 브란덴부르크퀴스트린의 엘리자베스이 사망하자 게오르크 프리드리히는 1579년 다시 브론스위크-뤼네부르크의 빌헬름과 덴마크의 공주인 덴마크의 도로시아의 딸 브론스위크-뤼네부르크의 소피아와 재혼하였다. 그러나 브론스위크-뤼네부르크의 소피아와의 사이에서도 자녀가 없었다. 자손이 없었던 게오르크 프리드리히는 1598년 게라의 가문 조약을 체결, 자신에게 남자 상속자가 없이 죽거나, 자신의 남자 상속자들이 모두 사망할 경우, 브란덴부르크 선제후 가문 요한 게오르크의 어린 아들들에게 자신의 지위를 모두 양도한다고 서명하였다. 그리고 1599년 4월 29일 이 조약의 효력을 선언했다. 하지만 이 조약에 반발한 신성로마제국의 페르디난트 2세는 수용할 수 없다 밝히고, 이로서 슐레지엔 전쟁이 발생하였다. 그의 영지 중 폴란드의 오폴레, 라치부시 등은 브란덴부르크의 호엔촐레른 본가의 상속자들에게 가지 않고, 신성 로마 제국 황제 페르디난트 1세가 차지해버렸다.
브란덴부르크 선제후 가문은 그의 친척으로 할아버지 프리드리히 2세의 이복 형 요한 키케로의 후손으로, 게오르크 프리드리히가 자신의 후계자로 내정한 세 명의 브란덴부르크 선제후의 아들들은, 안스바흐 후작령을 상속받는 요아힘 에른스트와 예겐스도르프 공작령 및 프로이센 공국의 섭정직을 상속받는 요아힘 프리드리히, 브란덴부르크쿨름바흐와 바이로이트 후작령을 상속하기로 한 크리스티안 폰 브란덴부르크쿨름바흐로, 요한 게오르크의 세 아들들이었다. 이들은 모두 브란덴부르크 선제후 요한 키케로의 4대손이자 게오르크 프리드리히의 6촌 형인 요아힘 2세 헥토르의 손자가 된다. 또한 게오르크 프리드리히의 첫 부인인 브란덴부르크퀴스트린의 엘리자베스의 재종손이 된다.
이 중 크리스티안 폰 브란덴부르크쿨름바흐는 게오르크 프리드리히의 친사촌 동생인 알브레히트 프리드리히 폰 호엔촐레른의 딸 팔레센부르크의 마리아와 결혼했으므로, 게오르크의 삼종손이면서 5촌 당조카사위도 된다.

### 광범위한 영지 상속과 행정, 제도 정비

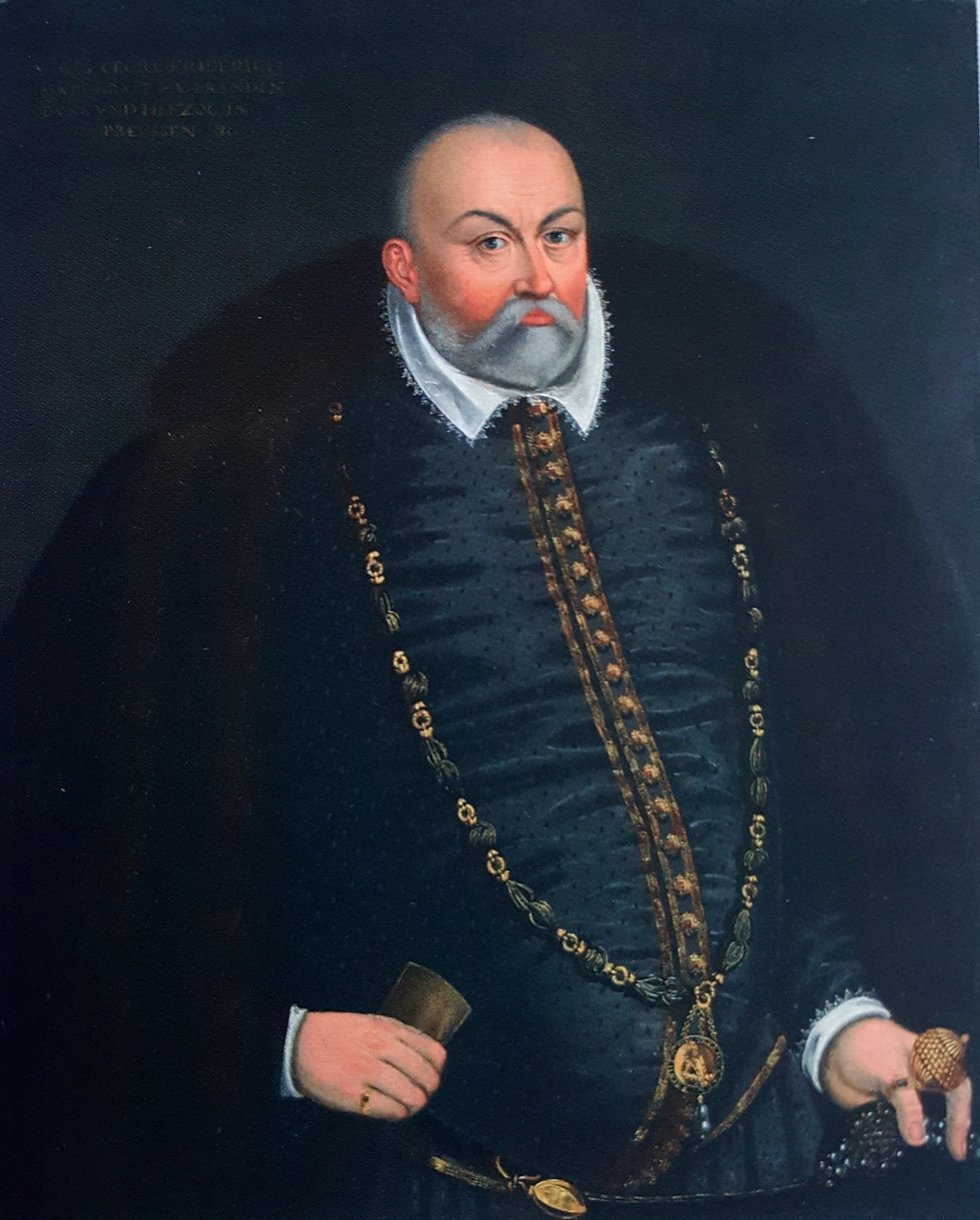
게오르크 프리드리히 폰 브란덴부르크안스바흐

아버지 게오르크 폰 브란덴부르크안스바흐가 1543년 사망하면서 그에게 물려준 영지는 브란덴부르흐안스바흐 후작령과 후작의 지위 외에도 예겐스도르프 공작령과 폴란드의 오폴레 공작령, 라치부시 공작령, 그리고 남부 슐레지엔의 공작령이었다. 게오르크 프리드리히의 아버지 게오르크 폰 브란덴부르크안스바흐가 폴란드에 영지를 획득할 수 있었던 것은, 게오르크 프리드리히의 할머니인 폴란드의 소피아가 폴란드 국왕 카지미에시 4세와 엘리자베스 폰 합스부르크의 딸이었기 때문이었다. 그밖에 게오르크 프리드리히는 브란덴부르크 변경백령의 일부와 뉘른베르크, 슈레틴, 벤덴, 역시 진외종조부 폴란드의 국왕 지그문트 1세가 아버지 게오르크에게 준 오데르, 포메라니아, 카슈비아, 스웨덴과 수시로 영토분쟁을 벌이는 분쟁지역이었던 뤼겐 섬 등의 영지를 물려받았다.
1555년 사촌 형 알브레히트 2세 알키비아데스가 제2차 제후 전쟁에서 패하고 프랑스로 망명했다가 이듬해 사망하자, 신성 로마 제국의 황제 페르디난트 1세는 알브레히트 2세 알키비아데스의 영지를 차지하려 했으나 그의 강력한 반발로 무산되었다. 한편 황제 페르디난트 1세는 실레지아와 비톰, 및 폴란드 예겐스도르프, 오데르스부르크의 영지를 요구하면서, 그와 계속 경쟁하였다. 게오르크 프리드리히는 아들을 얻으려 노력했으나 실패했고, 호엔촐레른 왕가의 재산을 잃지 않기 위해 1598년 게라의 가문 조약을 체결하게 된다.
게오르크 프리드리히는 안스바흐에 체류하면서, 이러한 영지들을 직접 관리했으며 각처에 성주와 주지사를 파견하여, 그들을 통해 영지를 다스렸다. 먼저 그는 자신의 고향 프랑켄에서 행정 운영을 결재라인을 체계화, 조직화하여 관리하기 시작했다. 또한 크르노프의 공작령은 이웃 제후인 게오르크 폰 리그니츠-브리크에게 통치권을 위임했다. 그는 자신의 영지 내에서의 금융 시스템의 조달 및 지역 조직의 관리에 부심했다. 그는 자신의 영지에 교역 거점을 만들고 시장을 조성하여, 상거래의 중심지로 키웠다. 특히 그는 제2차 후작 전쟁 등으로 황폐해진 브란덴부르크쿨름바흐에 인구 유입을 받아들이고, 인구 증가를 통해 군사력을 확충시키고 재정을 개선하였다. 이로써 재정이 황폐화되었던 쿨름바흐 지역에 군사력, 경제력을 확보했다. 동시에 그는 쿨름바흐 지역의 개신교 포교를 허용하는 선을 넘어 개신교도 관료들을 대거 채용하였다. 쿨름바흐 지역의 개신교 교회는 게오르크 프리드리히를 자신들의 종교적 지도자로도 추대했다. 또한 게오르크 프리드리히는 팔레센부르크 성에 건축가 카스퍼 비쳐(Caspar Vischer)를 보내 도시의 성곽을 재정비했다. 또한 쿨름바흐에 쿨름바흐 철학교(Schola Culmbachiana)를 설립, 후원하였고, 하일스브룬에는 자신의 이름을 딴 중등 학교 게오르크 프리드리히 중학교를 설립, 후원하여 교육을 재정비했다. 쿨름바흐의 쿨름바흐 철학교는 그의 사후 후작 게오르크 프리드리히 김나지움(Markgraf-Georg-Friedrich-Gymnasium)으로 개명되었다.
1578년부터는 정신질환과 정신분열 증상을 앓던 사촌 동생 알브레히트 프리드리히 폰 호엔촐레른을 대신하여 프로이센 공국의 섭정직도 겸하던 게오르크 프리드리히는 프로이센에도 그와 비슷한 패턴으로 정치를 보좌하였으며, 법과 질서 확립에 치중하였다. 또한 그는 세금 조달이 원활해지는 방법을 연구, 분석하였다. 그밖에 게오르크 프리드리히는 사회적 병폐를 개선하는 과정에서, 자신의 국가 내의 상류 계급의 권한을 억제, 통제하였는데, 상류 계급의 재산, 노동자, 제조업 공정 비용, 재산 상속 등에 대한 엄격한 규정을 적용하였다. 슐레지엔의 재정은 안정을 구가했지만, 그의 친개신교적 정책에 반발하는 이들이 있어 종교적으로는 사회 갈등의 조짐을 보이기도 했다. 크르노프의 영지에서는 체코어로 된 모라비아 토지법 등을 적용하여 지역을 성공적으로 다스릴 수 있었다.

### 생애 후반

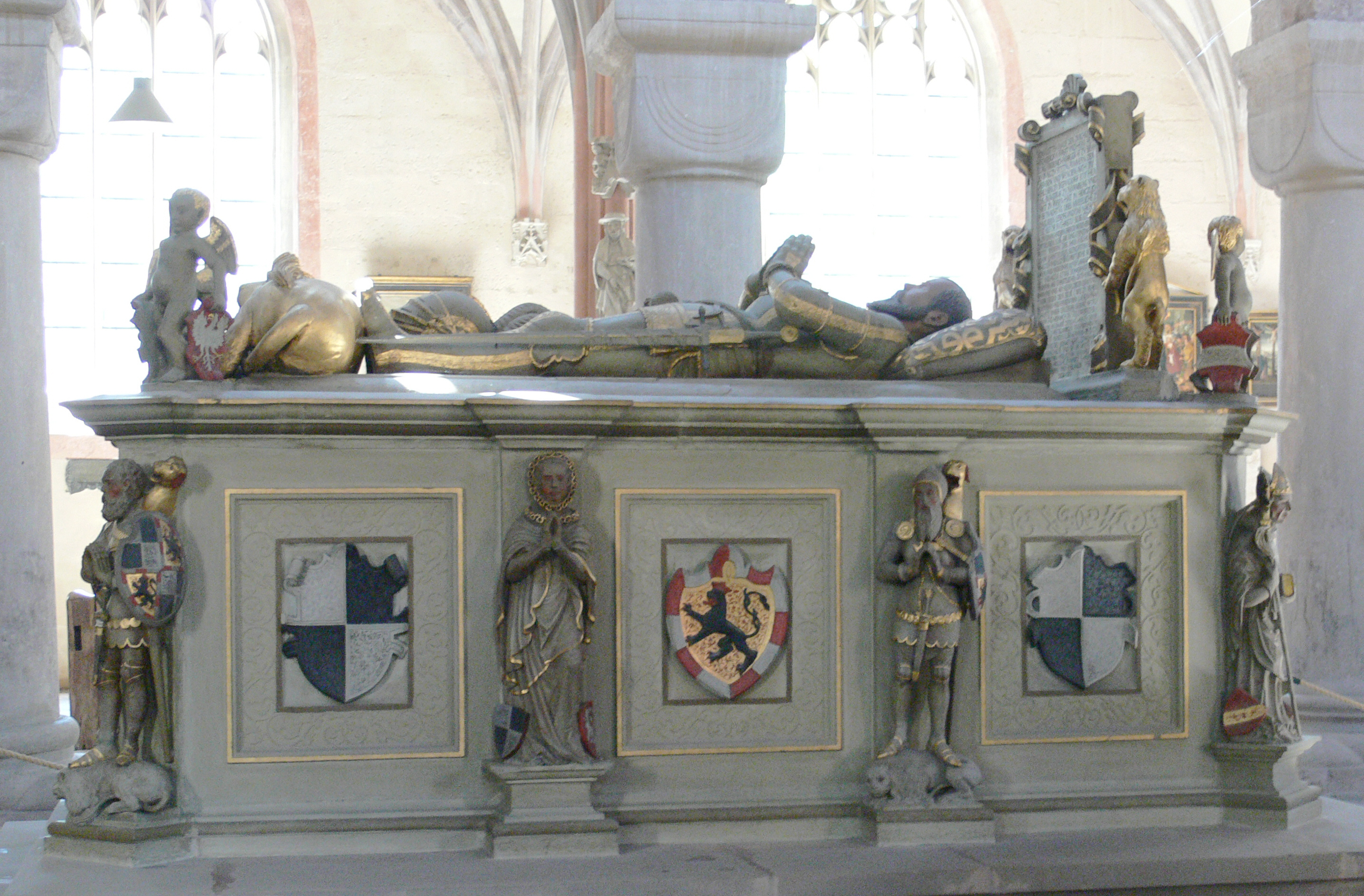
하일스브룬 수도원에 있는 게오르크 프리드리히의 석관

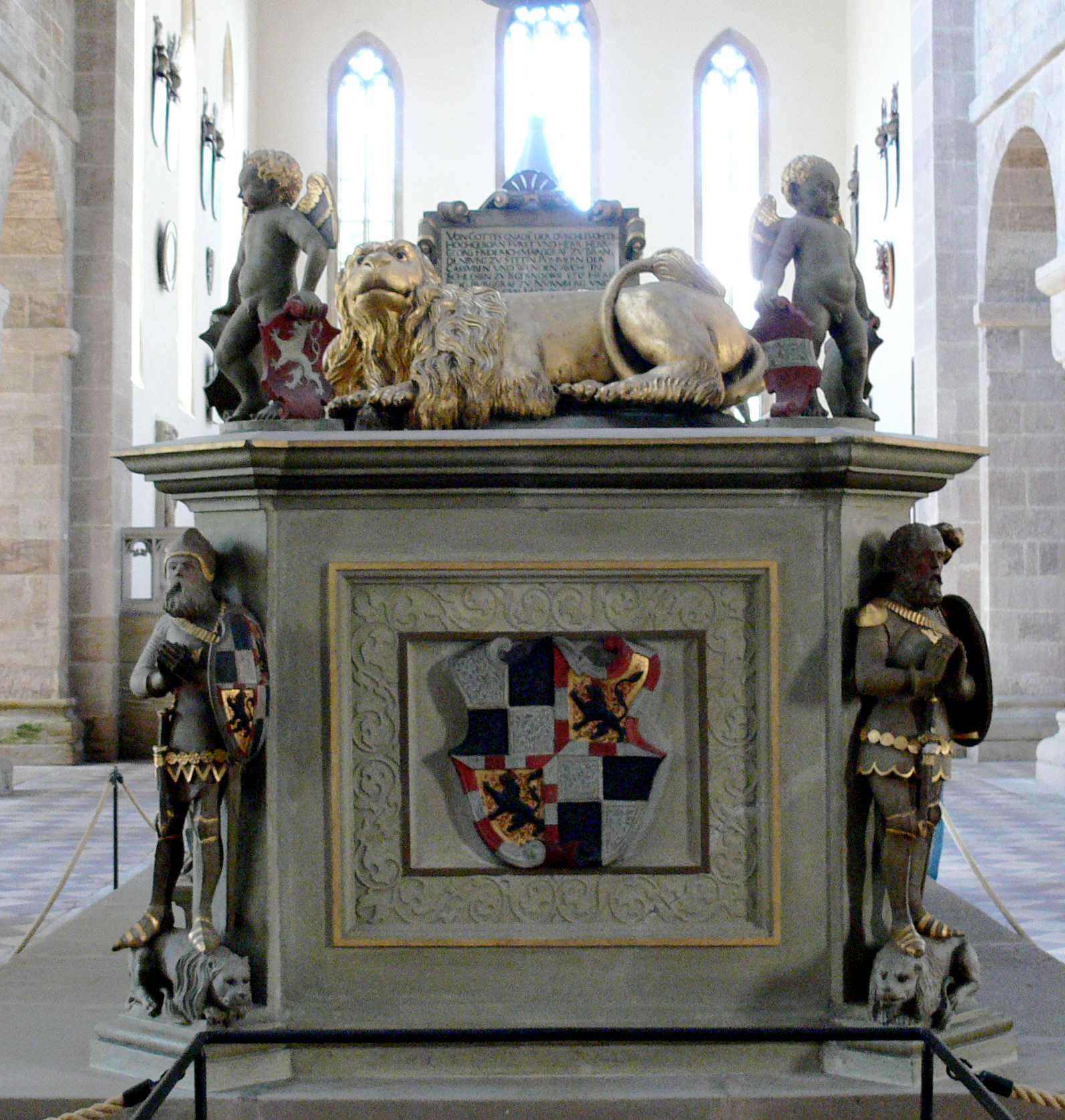
하일스브룬 수도원에 있는 게오르크 프리드리히의 석관

1561년 4월 23일부터는 폴란드의 크르노프 내에 자신의 이름을 딴 도시 게오르크부르크를 건설했다. 근처의 야산에서 광산을 채굴케 하여 지역의 자체 소득원을 만드는 한편, 소금 무역 시장과 양조장, 정원이 있는 주점 등을 건설하여 도시의 소득원을 자체적으로 확보할 수 있게 했다. 게오르크 프리드리히의 궁정은 르네상스 시대 신성 로마 제국의 가장 인상적인 궁정의 하나였다. 하지만 1552년과 1554년의 마르그라베 전투 기간 중 모두 파괴되었다. 그밖에 게오르크 프리드리히는 뷀츠부르크와 바이로이트에 궁정을 소유하고 있었다.
1577년 우울증이 심화되면서 정신질환을 겪게 된 사촌동생 알브레히트 프리드리히 폰 호엔촐레른의 가까운 친척 자격으로 프로이센 공국의 섭정을 맡았다. 그의 섭정직에 대해 폴란드 왕국 내에서의 일부 반발은 있었지만 그는 1578년 폴란드의 국왕 스테판 바토리에 의해 섭정직을 공인받았다. 1578년 게오르크 프리드리히는 바르샤바로 가서 폴란드의 국왕에 대한 충성을 맹약하였다. 그는 폴란드 왕 스테판 바토리의 협력을 얻어 프로이센 공국 내에서의 영주의 권한을 강화하고, 관료 채용은 폴란드어와 독일어를 모두 구사할 줄 아는 자를 채용하되 직접 선발하는 등의 개혁을 실시했다. 또한 프랑켄 지역의 관료들을 프로이센 공국으로 보내, 행정 실무, 금융 정책, 조세 정책, 행정 관리 등의 제도를 프랑켄 지역을 모델로 하여 프로이센 정치에 적용하였다.
1577년 그는 루터교회의 콩고드 협약에 정식 서명하고, 1580년 이를 성문화하여 법전인 콩고드의 책을 편찬하였다. 1580년 9월 18일에는 신성 로마 제국 황제이자 보헤미아의 왕을 겸한 루돌프 2세로부터 관세와 통행세를 면제받을 권한을 부여받았다. 1603년 게오르크 프리드리히는 안스바흐에서 사망하여, 호엔촐레른 가문의 묘소가 있는 안스바흐 하일스브룬 수도원에 묻혔다.

### 사후
그의 영지들은 1598년의 조약에 의해 요한 게오르크의 아들들에게 상속되었다. 그러나 게오르크 프리드리히의 영지 중 크르노프와 오데르, 하부 슐레지엔 등은 합스부르크 왕가가 차지하였다. 훗날 프리드리히 대왕은 오스트리아 계승 전쟁 중 게오르크 프리드리히의 영지인 하부 슐레지엔은 물론 게오르크 프리드리히와 그의 아버지 게오르크가 차지하고자 했던 슐레지엔 전체를 차지할 수 있었다.